# Jiřina Pelcová
Jiřina Pelcová, geborene Adamičková (* 22. November 1969 in Jablonec nad Nisou, Tschechoslowakei) ist eine ehemalige tschechische Biathletin.
Nach der großen Dominanz der norwegischen Biathletinnen im Weltcup sowie der sowjetischen Biathletinnen bei Weltmeisterschaften in den 1980er-Jahren gewann Adamičková in der Saison 1989/90 für die Tschechoslowakei überraschend den Gesamtweltcup vor der Norwegerin Anne Elvebakk und der Russin Jelena Golowina. Der erste Erfolg ihrer Karriere gelang Adamičková bereits eine Saison zuvor, als sie mit der tschechoslowakischen Staffel bei den Weltmeisterschaften 1989 die Bronzemedaille gewann.
Bei den Olympischen Winterspielen 1992 in Albertville erzielte Adamičková mit dem fünften Platz im Sprintrennen ihr bestes Einzelergebnis bei einer Großveranstaltung. Bei dem als Weltmeisterschaft ausgetragenen nichtolympischen Mannschaftsrennen holte sie 1992 ihre zweite Bronzemedaille nach 1989. Gemeinsam mit Jana Kulhavá, Iveta Knížková und Eva Háková gewann Adamičková bei den Weltmeisterschaften 1993 die Goldmedaille im Staffelrennen. Dies war das erste Mal, dass die Goldmedaille im Staffelrennen nicht an die Sowjetunion ging, die nach dem politischen Zerfall nicht mehr am Start war und deren Nachfolgeteam Russland die Bronzemedaille gewann. Der Sieg im Staffelrennen war die erste Goldmedaille für Tschechien überhaupt und bis zum Sieg im Einzel von Kateřina Holubcová im Jahre 2003 auch die einzige Goldmedaille.
Nachdem sie die Erfolge der frühen 1990er-Jahre nicht mehr erreichen konnte, beendete Jiřina Pelcová, wie Adamičková seit ihrer Hochzeit heißt, zum Ende der Saison 1997/98 ihre Karriere.

## Bilanz im Biathlon-Weltcup
Die Tabelle zeigt alle Platzierungen (je nach Austragungsjahr einschließlich Olympische Spiele und Weltmeisterschaften).
- 1.–3. Platz: Anzahl der Podiumsplatzierungen
- Top 10: Anzahl der Platzierungen unter den ersten zehn (einschließlich Podium)
- Punkteränge: Anzahl der Platzierungen innerhalb der Punkteränge (einschließlich Podium und Top 10)
- Starts: Anzahl gelaufener Rennen in der jeweiligen Disziplin

| Platzierung                | Einzel | Sprint | Verfolgung | Massenstart | Team | Staffel | Gesamt |
| -------------------------- | ------ | ------ | ---------- | ----------- | ---- | ------- | ------ |
| 1. Platz                   | 2      | 3      |            |             |      | 2       | 7      |
| 2. Platz                   |        |        |            |             |      | 1       | 1      |
| 3. Platz                   |        |        |            |             |      | 6       | 6      |
| Top 10                     | 11     | 10     |            |             | 6    | 16      | 43     |
| Punkteränge                | 8      | 9      |            |             | 6    | 1       | 24     |
| Starts                     | 37     | 42     | 2          |             | 7    | 26      | 114    |
| Stand: Daten unvollständig |        |        |            |             |      |         |        |